# Filip Jícha
Filip Jícha (født 19. april 1982) er en tidligere tjekkisk håndboldspiller, som senest spillede for den spanske klub FC Barcelona og for Tjekkiets landshold.
Siden 2018 har han været tilkoblet som træner for tyske THW Kiel.

## Udmærkelser
- IHF World Handball Player of the Year 2010[2]